# Uso de substâncias na gravidez
1. REDIRECT Medicamentos na gravidez